# Казахстанско-швейцарские отношения
Казахстанско-швейцарские отношения — двусторонние дипломатические отношения между Республикой Казахстан и Швейцарской Конфедерацией.

## История
Дипломатические отношения были установлены 1 июня 1992 года. В 1994 году было открыто консульство Швейцарии в городе Алматы, в 2008 году — посольство Швейцарии в Астане. В 1996 году было открыто посольство Казахстана в Берне.
Первый президент Казахстана Нурсултан Назарбаев посещал Швейцарию с визитами 5 раз: в 1996 и 1998 годах — участие в сессии Всемирного экономического форума (ВЭФ) в Давосе, в 2003 году — с официальным визитом, в 2009 году — участие в сессии ВЭФ и встреча с президентом Хансом-Рудольфом Мерцем, в 2014 году — участие в сессии ВЭФ и встреча с президентом Дидье Буркхальтером. 19-22 января 2003 года состоялся первый официальный визит президента Казахстана Нурсултана Назарбаева в Швейцарии. В ходе визита он провёл встречи с президентом Паскалем Кушпеном, руководителями швейцарских и казахстанских банков и других компаний, принял участие в конференции «Деловые возможности для швейцарских компаний при ведении бизнеса в Казахстане», дал интервью главному редактору газеты Berner Zeitung.
Во время президентства Нурсултана Назарбаева президенты Швейцарии посетили Казахстан дважды: в 2014 году — Дидье Буркхальтер в ходе турне по Центральной Азии в качестве председателя ОБСЕ, в 2017 году — Дорис Лойтхард во время ЭКСПО 2017.
Швейцария поддержала председательство Казахстана в ОБСЕ в 2010 году и вступление Казахстана во Всемирную торговую организацию. Обе страны взаимно поддержали кандидатуры в непостоянные члены Совета Безопасности ООН (Казахстан на 2017—2018 годы, Швейцария на 2023—2024 годы).

## Экономическое сотрудничество
По данным БНС АСПИР РК, товарооборот между странами в 2018 году составил 3,077 млрд долларов США (экспорт из Казахстана — 2,9 млрд, импорт из Швейцарии — 176,5 млн), в 2021 году — 1,164 млрд долларов США (экспорт из Казахстана — 855 млн, импорт из Швейцарии — 308,9 млн).
На 31 января 2021 года в Казахстане были зарегистрированы 306 юридических лиц, филиалов и представительств со швейцарским участием (из них действующие — 233), а также 104 совместных предприятий (из них действующие — 81).